# Linia kolejowa 25 Bajánsenye – Boba
Linia kolejowa Bajánsenye – Boba – linia kolejowa na Węgrzech. Jest to linia jednotorowa, nie zelektryfikowana.

## Historia
Linia została oddana w 19 listopada1894 roku.